# 堂山古墳群 (磐田市)

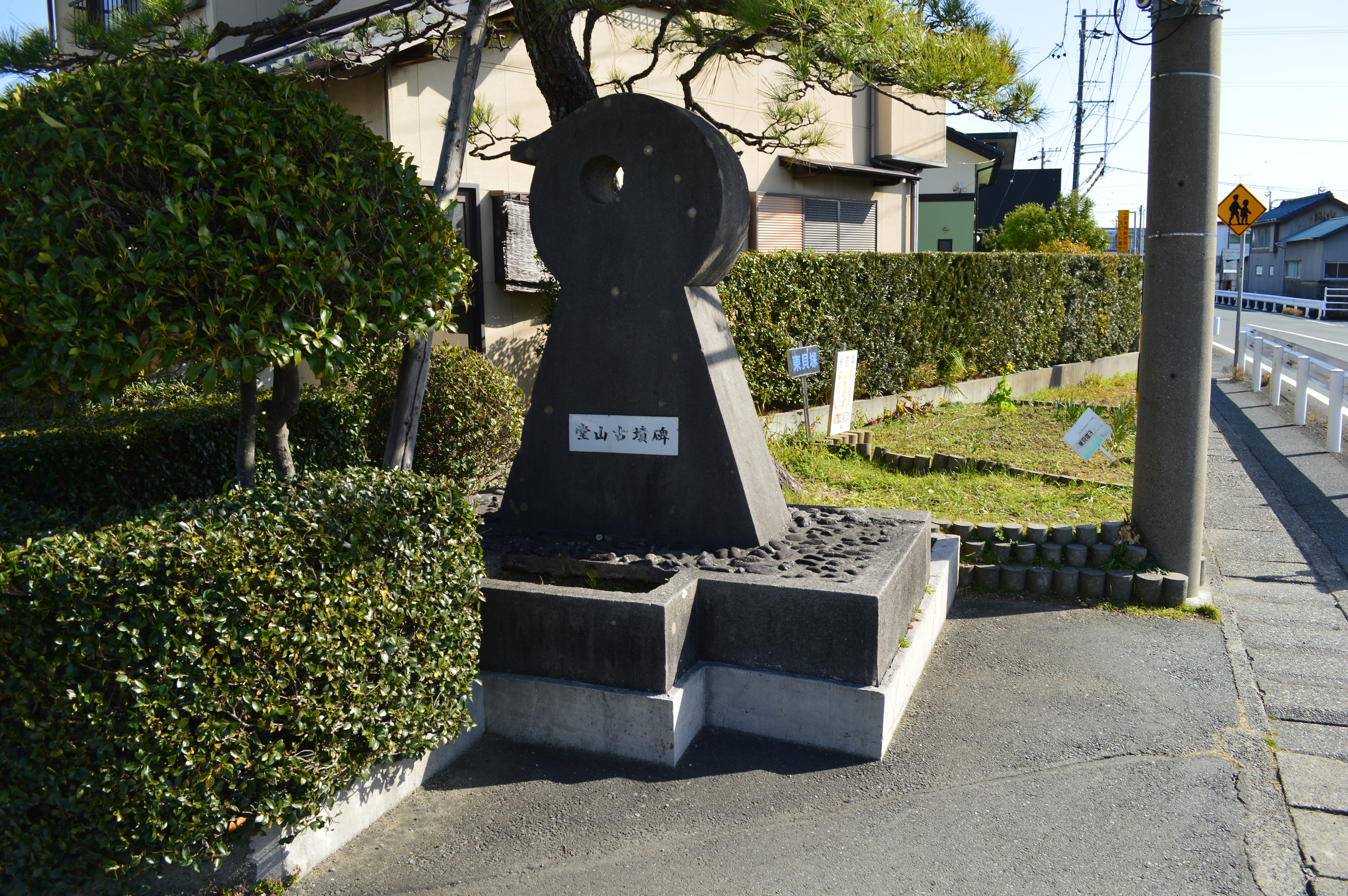
堂山古墳 記念碑

堂山古墳群（どうやまこふんぐん）は、静岡県磐田市東貝塚にある古墳群。1号墳（堂山古墳）出土遺物は静岡県指定有形文化財に指定されている。

## 概要
静岡県西部、天竜川東岸の磐田原台地南縁東半部に営造された古墳群である。前方後円墳1基（1号墳）・円墳3基・方墳3基の計7基から構成される。
古墳群のうち唯一の前方後円墳である1号墳（堂山古墳：「薬師堂の山」の呼称に由来）は、明治期の土取りによって大部分が消滅しているが、墳丘長約110メートルを測った静岡県内最大級の大型前方後円墳である。墳丘表面では葺石・埴輪（円筒埴輪・形象埴輪）が認められ、埴輪棺も検出された。副葬品としては、明治期に鏡・玉類・刀・金銅製帯金具などが出土している。築造時期は古墳時代中期の5世紀中葉頃と推定される。2号墳は直径17.5メートルを測る円墳であり、形象埴輪（船形・水鳥形・家形埴輪）などが検出され、1号墳と同時期の築造と推定される。3号墳は一辺約24メートルの方墳で、葺石・埴輪が検出されており、1号墳と同時期の築造と推定される。そのほか4・7号墳は方墳、5・6号墳は円墳と推定されるが、未調査のため詳らかでない。
1号墳（堂山古墳）の出土遺物は1996年（平成8年）に静岡県指定有形文化財に指定されている。

## 一覧

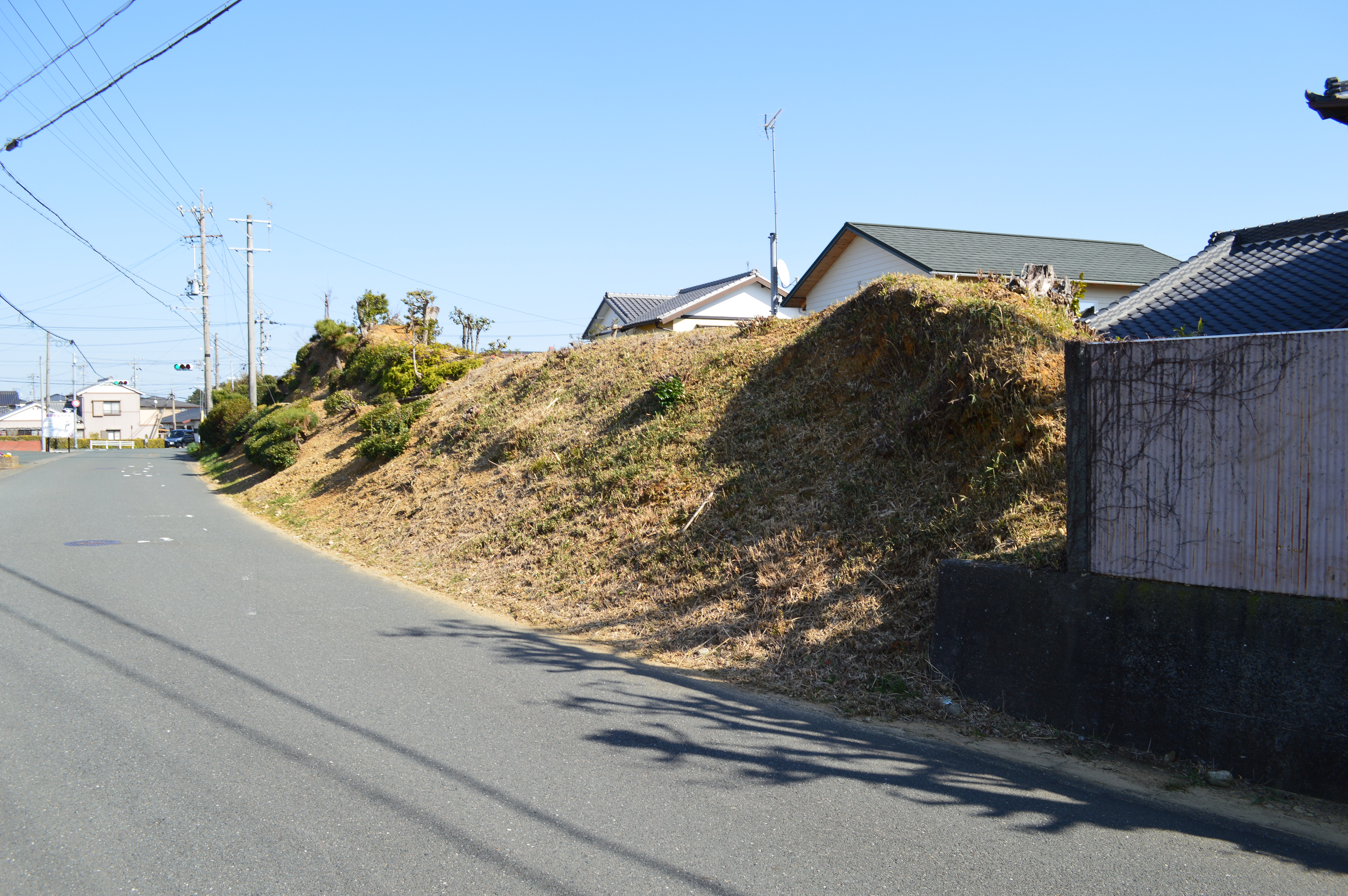
1号墳残存墳丘
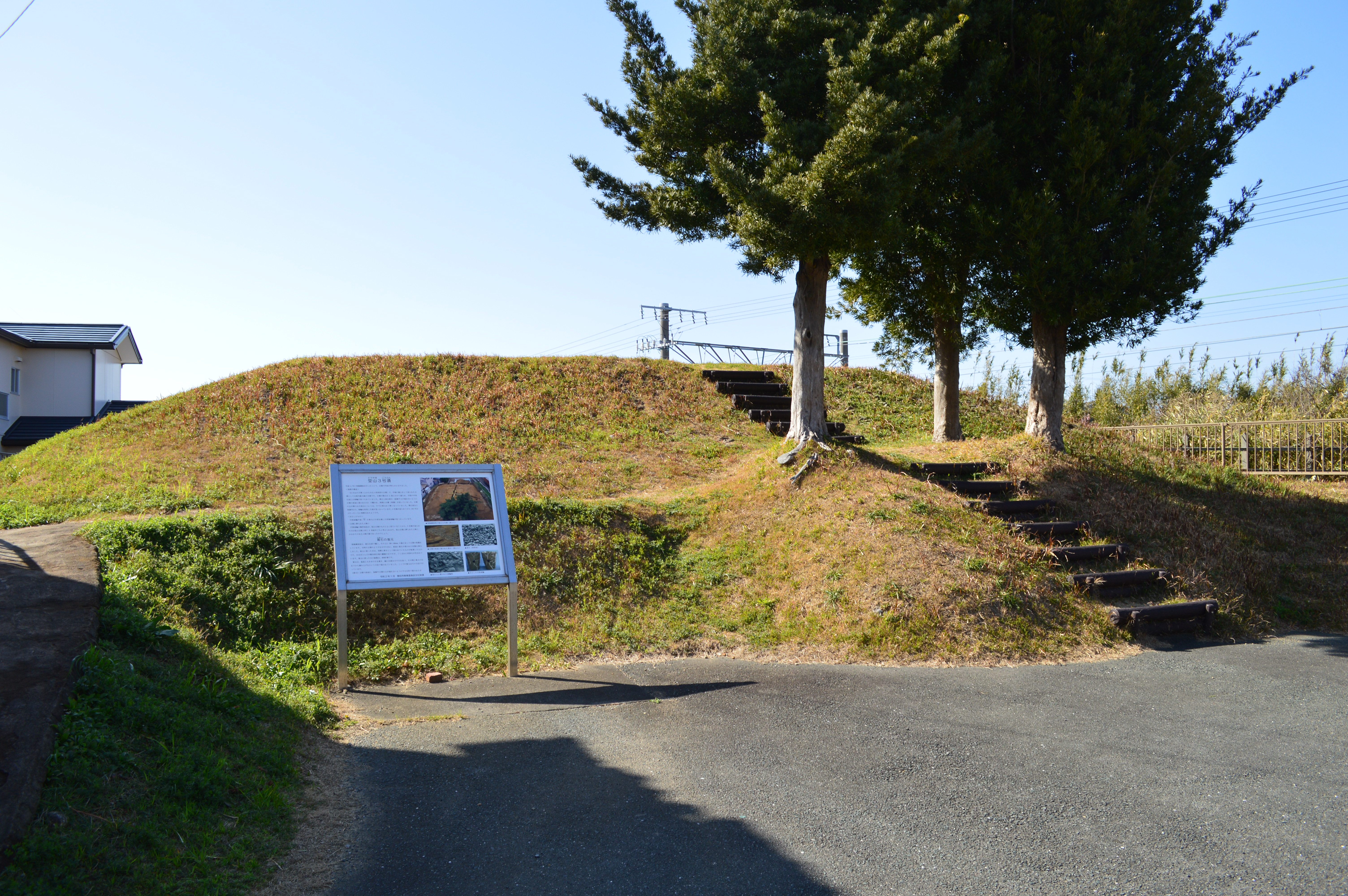
3号墳
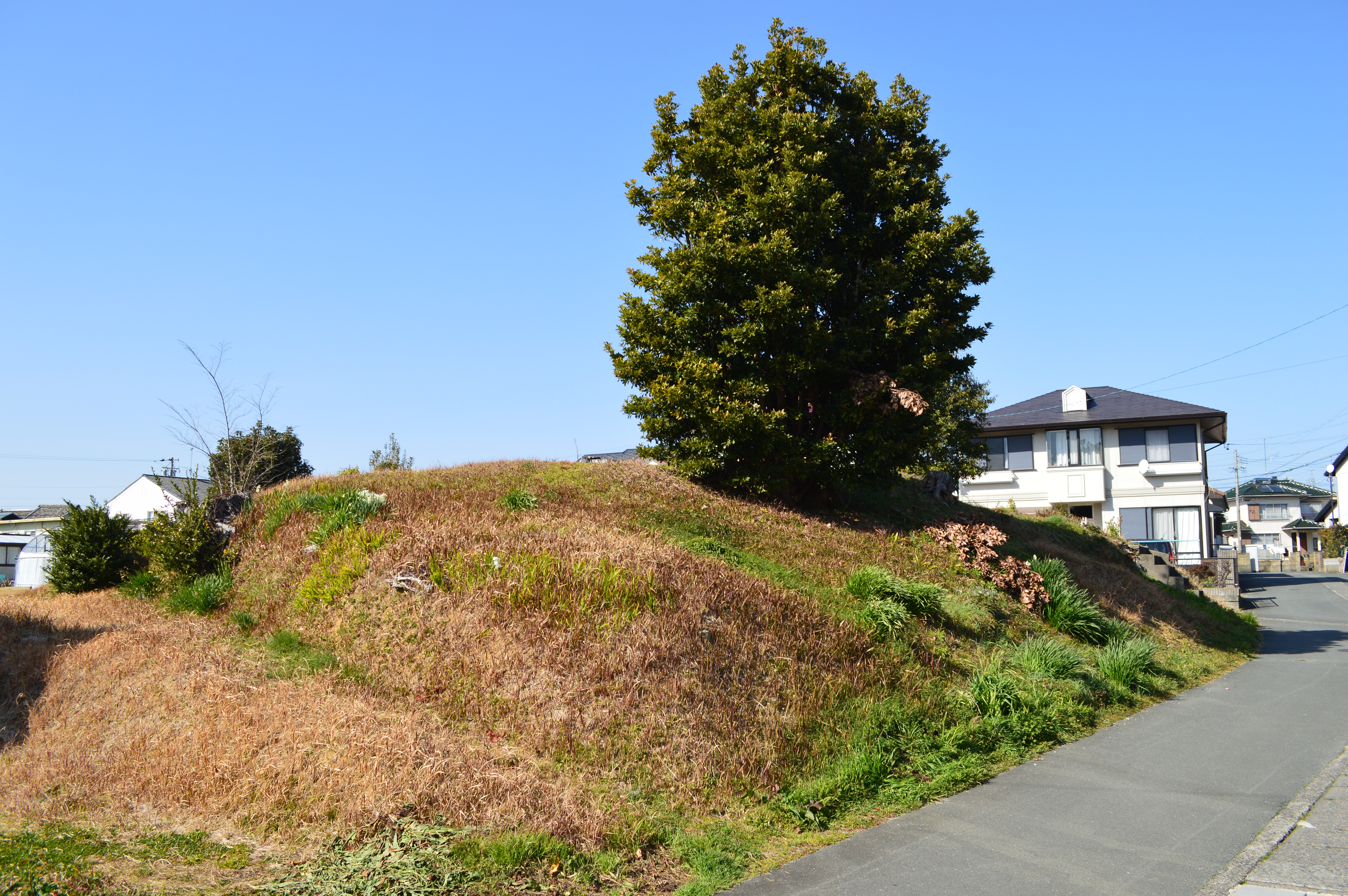
4号墳

| 古墳名             | 形状       | 規模       | 出土品                       | 備考 |
| ------------------ | ---------- | ---------- | ---------------------------- | --- |
| 1号墳 （堂山古墳） | 前方後円墳 | 墳丘長110m | 銅鏡・玉類・刀・金銅製帯金具 | 静岡県最大級の規模 1892年中心部土取り、遺物出土 1956-1957年発掘調査 1984年度以降確認調査 出土遺物は静岡県指定有形文化財 |
| 2号墳              | 円墳       | 直径17.5m  | 埴輪                         | 1980年発掘調査 |
| 3号墳              | 方墳       | 一辺約24m  |                              | 1999年発掘調査 墳丘は復元整備                                                                                           |
| 4号墳              | 方墳       |            |                              | 未調査 |
| 5号墳              | 円墳       |            |                              | 未調査 |
| 6号墳              | 円墳       |            |                              | 未調査 |
| 7号墳              | 方墳       | 一辺約20m  |                              | 2010年度発掘調査 |

- 1号墳残存墳丘
- 3号墳
- 4号墳

## 文化財

### 静岡県指定文化財
- 有形文化財
  - 堂山古墳出土遺物（考古資料） - 1996年（平成8年）3月12日指定[2][3]。

## 関連文献
（記事執筆に使用していない関連文献）
- 磐田市立郷土館 編『堂山古墳 昭和59年度 -周堀確認調査報告書-』磐田市教育委員会、1986年。
- 磐田市埋蔵文化財センター 編『堂山古墳 昭和61年度 -後円部・周堀発掘調査報告書-』磐田市教育委員会、1987年。
- 磐田市埋蔵文化財センター 編『堂山古墳 平成2年度 -後円部発掘調査報告書-』磐田市教育委員会、1991年。
- 原秀三郎 編『遠江堂山古墳』磐田市教育委員会、1995年。
- 磐田市埋蔵文化財センター 編『堂山2号墳・堂山古墳発掘調査報告書』磐田市教育委員会、1999年。
- 磐田市埋蔵文化財センター 編「堂山古墳群 第22次」『静岡県磐田市市内遺跡発掘調査報告書 -平成30年度国庫及び県費補助事業に伴う市内遺跡発掘調査等事業-』磐田市教育委員会、1999年。